# Manganolangbeinite
La manganolangbeinite è un minerale appartenente al gruppo della langbeinite.